# Albert G. Wilson
Albert George Wilson född 28 juli 1918 i Houston Texas, död 27 augusti 2012 i Sebastopol Kalifornien, var en amerikansk astronom.
Han var verksam vid Palomarobservatoriet och Lowellobservatoriet.
Minor Planet Center listar honom som upptäckare av 5 asteroider.
Tillsammans med Robert G. Harrington upptäckte han den periodiska kometen 107P/Wilson–Harrington, denna klassificerades senare om till småplanet och fick då namnet 4015 Wilson-Harrington.

## Asteroider upptäckta av Albert G. Wilson
| 1620 Geographos                                                 | 14 september 1951[A] |
| 1915 Quetzálcoatl                                               | 9 mars 1953          |
| 1980 Tezcatlipoca                                               | 19 juni 1950[B]      |
| 10000 Myriostos                                                 | 30 september 1951    |
| 118162 (1951 SX)                                                | 29 september 1951    |
| Upptäckt tillsammans med: A R. Minkowski B Å. A. E. Wallenquist |                      |